# دودانوالا
دودانوالا (به لاتین: Dodanwala) یک منطقهٔ مسکونی در سری‌لانکا است که در استان مرکزی (سری‌لانکا) واقع شده‌است.